# Vincentas Sladkevičius
Vincentas kardinál Sladkevičius (20. srpna 1920, Guronys, okres Kaišiadorys, Litva – 28. května 2000, Kaunas) byl litevský římskokatolický kněz, od roku 1957 pomocný biskup kaišiadoryské diecéze a později její apoštolský administrátor, od roku 1988 kardinál a v letech 1989 až 1996 kaunaský arcibiskup.

## Dětství a mládí
Narodil se jako nejmladší syn z pěti dětí Mykola Sladkevičiuse a Uršuly Kavaliauskaitė (Sladkevičienė). Jeho sourozenci byli Ona, Emilija, Jonas a Marija. Ve věku 9 let mu zemřel otec. Do školy chodil v městečku Žasliai v okrese Kaišiadorys. Od roku 1932 studoval na kaišiadorském gymnáziu, o rok později přešel na nově založené kaišiadorské katolické gymnázium a v dalším roce (1934) byl přijat na kaunaské jezuitské gymnázium. Od roku 1939 studoval v kaunaském semináři kněží. V roce 1944 byl kaunaským arcibiskupem metropolitou Juozapem Skvireckem vysvěcen na kněze.

## Kariéra

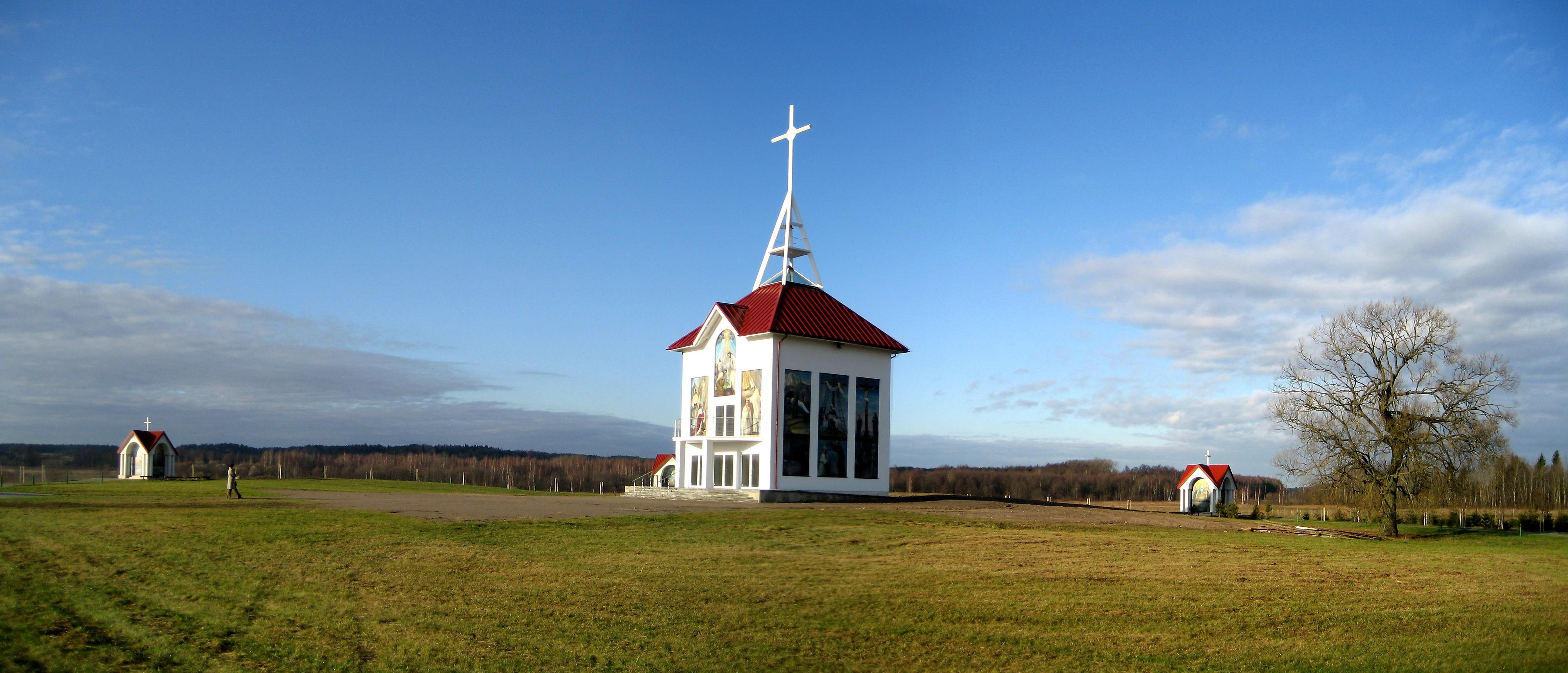
Kaple v rodišti V. Sladkevičiuse v Guronysech

Po vysvěcení byl vikářem v obci Kietaviškės, později v městečkách Merkinė, Aukštadvarisu. V roce 1946 dostal umístěnku na funkci kaplana v kaišiadorském gymnáziu. Později kázal v Čiobiškisu, Nedzingė, v městečkách Šešuoliai a Kuktiškės, v obci Inturkė. Od roku 1952 byl prefektem a duchovním otcem v kaunaském semináři kněží, přednášel dogmatickou teologii. V roce 1956 mu biskup Teofilius Matulionis udělil hodnost čestného kanovníka. 2. prosince 1957 ho papež Pius XII. ustanovil kaišiadorským pomocným biskupem sedi datus. 25. prosince téhož roku byl v Birštonu konsekrován na biskupa. Tehdejší zmocněnec pro věci církevní mu nedovolil vykonávat úřad biskupa. Vláda jej vinila z extremizmu, špiclovala, zakazovala ostatním kněžím se s ním stýkat. Do roku 1959 žil ve vlastním bytě v Kaunasu, později (až do roku 1976) byl poslán do vyhnanství do Nemunėlio Radviliškisu (okres Biržai). Od roku 1970 působil jako kněz v Nemunėlio Radviliškisu a v Suostasu. V roce 1975 dal věčný slib v mariánském klášteře. V roce 1976 byl civilní vládou přesunut do Pabiržė. V roce 1982 mu vláda dovolila vrátit se do Kaišiadorysu, kde se stal apoštolským administrátorem kaišiadorského biskupství. V roce 1988 byl ustanoven předsedou Litevské biskupské Konference (zde úřadoval do roku 1993). 29. května 1988 byl papežem Janem Pavlem II. povýšen na kardinála (byl druhým kardinálem za celou historii Litvy; po Jurgisu Radvilovi, který byl kardinálem v letech 1586 - 1600). 7. února 1989 byl ustanoven kaunaským arcibiskupem. V roce 1995, souhlasně s církevním právem, z této funkce abdikoval a od té doby žil v Kaunasu coby emeritní arcibiskup. Pochován je v archikatedře-bazilice Sv. apoštolů Petra a Pavla v Kaunasu. V sousedním domě (ul. M. Valančiaus g. 6), kde kardinál bydlel, bylo založeno na jeho paměť muzeum.

## Odměny a uznání
- Roku 1993 mu byl udělen titul Čestný občan Kaunasu
- Roku 21. 8. 1998 - obdarován Velkokřížem Řádu Vytautase Velikého I. stupně a 23. 12. téhož roku Cena Srozumění (Santarvės premija) za zásluhy o tříbení duchovního života Litvy
- Roku 2001 byla po něm pojmenována ulice v historickém centru Kaunasu
- V místech vyhnanství - v kostelech v Pabiržė a v Nemunėlio Radviliškisu - v letech 2000 a 2001 byly odhaleny vyřezávané dubové pamětní desky a basreliéfy[1]
- O kardinálově životě a díle bylo vydáno několik knih
- Roku 2003 vydána poštovní známka
- Roku 2006 - Výroční 50 litová mince dedikovaná V. Sladkevičiusovi
- Mezi 100 osobnostmi s největšími zásluhami o Litvu zobrazenými v žulové soše Tadase Gutauska s názvem Strom svornosti („Vienybės medis”) je zobrazen i Vincentas Sladkevičius[2]